# Movimento orbital quântico
O movimento orbital quântico envolve o movimento mecânico quântico de partículas rígidas (como elétrons) sobre alguma outra massa ou sobre si mesmas. Normalmente, o movimento orbital no movimento clássico é caracterizado pelo momento angular orbital (o movimento orbital do centro de massa) e rotação, que é o movimento sobre o centro de massa. Na mecânica quântica, existem formas análogas de rotação e momento angular, porém diferem fundamentalmente dos modelos de corpos clássicos. Por exemplo, um elétron exibe um comportamento mecânico quântico em seu movimento ao redor do núcleo de um átomo, o que não pode ser explicado pela mecânica clássica.

## Operador de momento angular
Quando a mecânica quântica se refere ao momento angular orbital de um elétron, geralmente se refere à equação de onda espacial que representa o movimento do elétron ao redor do núcleo de um átomo. Os elétrons não "orbitam" o núcleo no sentido clássico de momento angular, no entanto, a representação matemática de L = r × p ainda leva à versão mecânica quântica do momento angular. Assim como na mecânica clássica, a lei de conservação do momento angular ainda se mantém.

## Spin
Um elétron não tem distribuição de carga e, portanto, é considerado uma carga pontual. No entanto, produz um dipolo magnético que pode ser orientado em um campo magnético externo, como na ressonância magnética. Existe também o chamado "loop de corrente" criado pelo movimento do elétron carregado, apesar da falta de qualquer volume aparente que é exigido classicamente para que esse loop de corrente exista. Também contribui para o momento angular total da partícula, que é uma soma do momento angular e do spin.
O spin de uma partícula é geralmente representado em termos de operadores de spin. Acontece que as partículas que compõem a matéria comum (prótons, nêutrons, elétrons, quarks, etc.) são de spin 1/2, o que significa que apenas dois autovetores do Hamiltoniano existem para um estado de spin 1/2, implicando que existem apenas dois valores de energia que podem ser medidos. Assim, mostrando que a propriedade quântica inerente à quantização de energia é um resultado direto do spin do elétron.